# جاك بالمر
جاك بالمر (بالإنجليزية: Jack Palmer)‏ هو عازف بيانو وملحن أمريكي، ولد في 29 مايو 1900، وتوفي في 17 مارس 1976.

## وصلات خارجية
- جاك بالمر على موقع IMDb (الإنجليزية)
- جاك بالمر على موقع ميوزك برينز (الإنجليزية)
- جاك بالمر على موقع ديسكوغز (الإنجليزية)